# XIV Korpus SS
XIV Korpus SS (XIV. SS-Armeekorps) — jeden z niemieckich korpusów SS z czasów II wojny światowej. 
Utworzony w listopadzie 1944 roku w Nadrenii, na początku stycznia 1945 roku brał udział w operacji Nordwind. Działania bojowe prowadził na terenie okupowanej Francji i zachodnich terenach III Rzeszy, jednak już w styczniu 1945 roku został przemieniony w X Korpus SS. Był podporządkowany 19 Armii.

## Dowódcy korpusu
- gen. Erich von dem Bach-Zelewski (listopad 1944 – luty 1945)
- gen. por. Heinz Reinefarth (luty 1945 - maj 1945)[2]

## Struktura organizacyjna
Skład w listopadzie 1944:
- 9 Oddział Grenadierów Ludowych
- Przekształcony batalion mieszany
- Jednostki Volkssturmu
- Oddział graniczny
- 2 Działa kolejowe

Skład w styczniu 1945:
- 10 Dywizja Spadochronowa
- 41 Dywizja Grenadierów SS
- 405 Dywizja
- 716 Dywizja Piechoty
- 553 Dywizja Grenadierów Ludowych